# Bornhardt

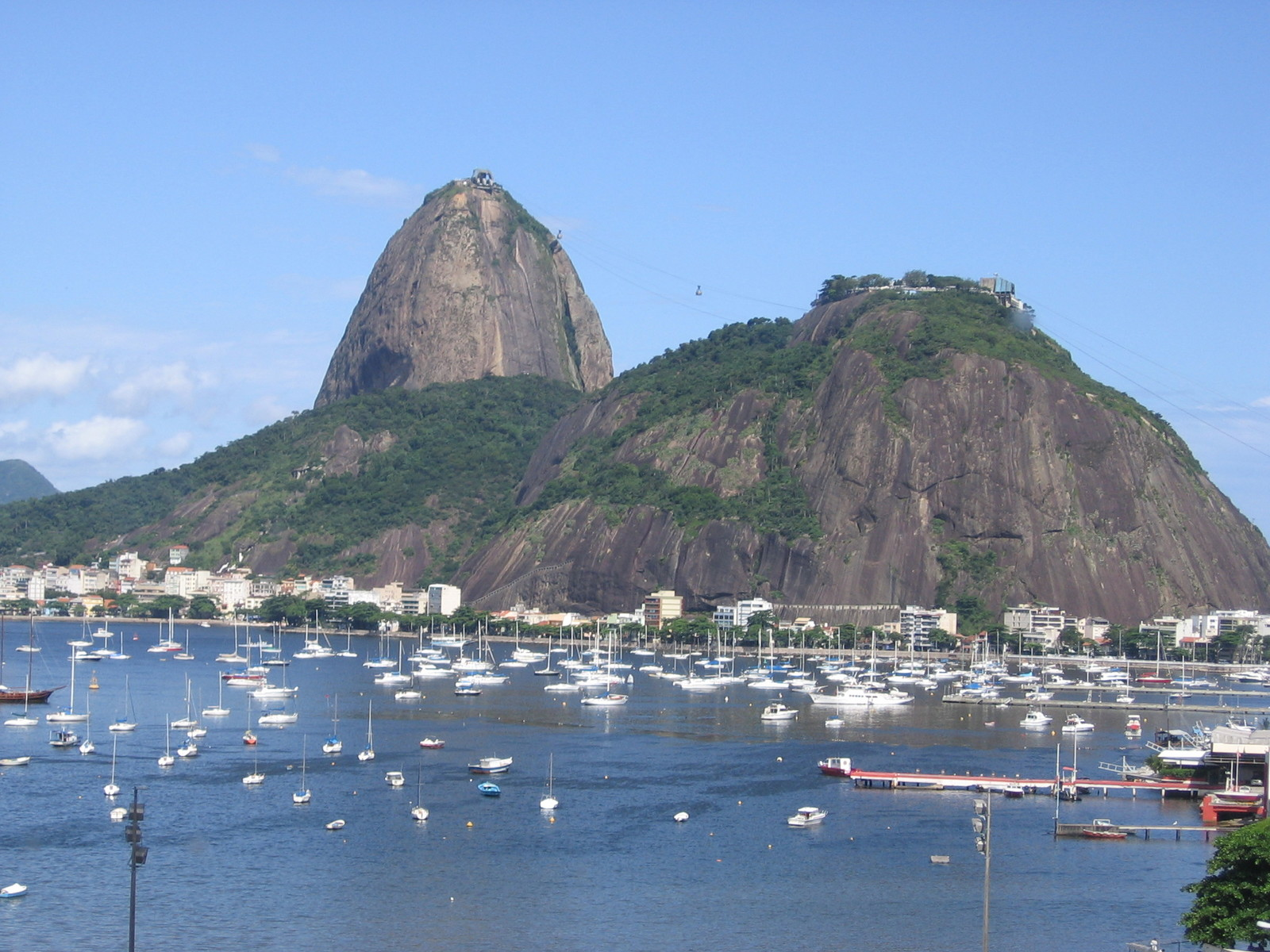
Vue du mont du Pain de Sucre à Rio de Janeiro.

Un bornhardt est un inselberg en forme de dôme mesurant au moins 30 mètres de large et plusieurs centaines de mètres de haut, constitué de granite ou de gneiss, ou occasionnellement d'autres roches. Il doit son nom à Wilhelm Bornhardt (en).
Le mont du Pain de Sucre à Rio de Janeiro en est un exemple.